# 王文海
王文海（1955年12月—2024年10月13日），男，河南省渑池县人，中华人民共和国政治人物，曾任河南省司法厅厅长等职。

## 生平
1970年12月参加工作。1974年10月加入中共。1998年5月，任河南省纪委第四纪检监察室主任；2001年2月，任河南省纪委第五纪检监察室主任；
2004年3月，任河南省监察厅副厅长；2006年2月，任河南省委政法委副书记；
2008年3月至2017年6月，任河南省司法厅厅长、党委书记。
2021年7月，涉嫌严重违纪违法，接受河南省纪委监委纪律审查和监察调查。
2023年11月，河南省南阳市中级人民法院以受贿罪、利用影响力受贿罪、滥用职权罪、刑讯逼供罪、包庇黑社会性质罪、诬告陷害罪等八项罪名，数罪并罚，判处王文海有期徒刑25年。王文海不服判决，提出上诉。
2024年10月13日，王文海死于突发疾病，终年69岁，此时其二审审理工作已结束，但尚未判决。